# 大頭膜首鱈
大頭膜首鱈（学名：Hymenocephalus longipes）為輻鰭魚綱鱈形目鼠尾鱈科的其中一種，分布於中西太平洋菲律賓海域，屬深海底棲性魚類，深度274-2081公尺，體長可達15.5公分，棲息在底層水域，生活習性不明。
其种加词“Longipes”意为“长头的”。